# 24484 Chester
24484 Chester è un asteroide della fascia principale. Scoperto nel 2000, presenta un'orbita caratterizzata da un semiasse maggiore pari a 2,3823002 UA e da un'eccentricità di 0,0845292, inclinata di 2,08882° rispetto all'eclittica.